# Jakob von Gunten

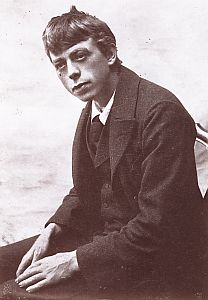
Robert Walser

Jakob von Gunten ist ein Roman von Robert Walser, geschrieben 1908 in Berlin und dort im Frühjahr 1909 bei Bruno Cassirer erschienen.
In Form eines fiktiv-poetischen Tagebuchs berichtet der jugendliche Titelheld als alter ego des Autors über seinen Aufenthalt in einer Dienerschule. Das Buch ist der dritte Roman Walsers nach Geschwister Tanner und Der Gehülfe. Walser selbst hatte 1905 eine Dienerschule besucht, deren besondere Atmosphäre ihren Niederschlag in dem Roman gefunden hat.

## Genre
Das Buch ist, wie der Untertitel sagt, ein Tagebuch, verfasst von dem Ich-Erzähler Jakob von Gunten. Gero von Wilpert kategorisiert das Werk als Roman, der Schweizer Schriftsteller Robert Mächler als Tagebuchroman. Martin Walser nennt den Jakob von Gunten auf der Umschlag-Rückseite der Neuausgabe einen Entwicklungsroman einer verhinderten Entwicklung und einen Erziehungsroman.

## Form
Der Ich-Erzähler beschränkt sich in seinen sprunghaften Tagebuchaufzeichnungen nicht auf das sachliche Berichten aus dem Knabeninternat, sondern schreibt auch seine Phantasien und Träume auf. Wahrheit und Erträumtes und Phantasiertes mischen sich dabei und sind für den Leser nicht immer leicht zu trennen.
Anders als es üblicherweise in Tagebüchern der Fall ist, fehlt eine durchlaufende Datierung der Einträge. Eine Chronologie der Ereignisse lässt sich auch indirekt nicht aus dem Text ableiten.

## Inhalt
Jakob von Gunten stammt aus einer wohlhabenden Familie, der Vater verfügt über einen Wagen und Pferde, die Mutter über eine eigene Theaterloge. Sein Bruder Johann ist ein anerkannter, namhafter Künstler, der einen bürgerlichen Lebensstil pflegt und in gehobenen Kreisen verkehrt. Jakob läuft von zu Hause weg, um dem übermächtigen Schatten seines Vaters zu entkommen. Er tritt in eine Dienerschule ein, die sich in einem Stockwerk eines Berliner Hinterhauses befindet. Vorsteher des Instituts ist Herr Benjamenta, unterrichtet – es herrscht ein Mangel an Lehrpersonal im Institut – werden die Schüler von der Schwester des Vorstehers, Lisa Benjamenta. Es gibt zwar weitere Lehrer, die entweder abwesend sind oder in tiefem Schlaf liegen.
Die Schüler sollen als Diener ausgebildet werden mit dem Ziel, eine Stellung zu erhalten. Der Unterricht besteht überwiegend im Auswendiglernen einer Broschüre des Instituts mit dem Titel Was bezweckt Benjamenta’s Knabenschule? und der so genannten „Vorschriften“.
Die Schüler lassen sich bereitwillig bevormunden, drillen und „zwiebeln“. Ein Grundsatz des Instituts: „Wenig aber gründlich“. Der Umgang mit Menschen wird in Theorie und Praxis unterrichtet.
Jakob wird als neuer Schüler vom Vorsteher getestet, revoltiert zunächst und erhält Schläge, die er jedoch klaglos wegsteckt.
Ist Jakob in einen Streit verwickelt, erhält er vom Herrn Vorsteher – ohne Ermittlung des Schuldigen – einen Schlag an den Kopf. Minderwertigkeit fühlt Jakob nicht. Im Gegenteil – er besitzt genug Selbstvertrauen und hält sich für den Gescheitesten unter den Schulkameraden. Jakob schätzt sich als eitel und hochmütig ein. Er fühlt sich leicht gekränkt. Jakob vermutet, er werde im Institut verdummt. Er weiß auf alle Fälle, er wird klein gemacht.

Der Vorsteher gesteht Jakob, er habe eine nicht mehr zu beherrschende Vorliebe für ihn. An Jakob sei etwas Bedeutendes. Der Vorsteher hat keine Erklärung dafür. Jakob ist auch überrascht, weiß aber mit Vorgesetzten umzugehen. Er schweigt wohlweislich dazu – auch als ihm der Herr Vorsteher seine Liebe gesteht. Als Jakob der Freund und kleine Vertraute des Herrn Vorstehers werden soll, verhält sich der Eleve zögerlich. Jakob hat Pech. Er bekommt vom Herrn Vorsteher keine Stelle vermittelt, denn der Vorgesetzte, bereits über Vierzig, liebt zum erstenmal einen Menschen. Dann aber bekommt Jakob hasenartige Angst. Der Herr Vorsteher will ihn erwürgen. Später aber möchte der Vorsteher Jakob gar küssen. Der prachtvolle Bursche lehnt das entrüstet ab.
Kraus
Jakob will Menschen stacheln, auf daß sie sich ihm offenbaren. Dafür ist Kraus richtig. Dieser Freund Jakobs, der Redlichste und Tüchtigste unter den Schülern, ist eine rechtschaffene, zarte, feste Menschenseele. Kraus, der sich den Unterrichtsstoff mit erheblichem Zeitaufwand einpauken muss, verachtet den Müßiggang seines Freundes. Jakob hat eine leichte Auffassungsgabe und flaniert in der Freizeit, wenn es der Herr Vorsteher erlaubt, allein durch die große Stadt. Mit zehn Mark betritt Jakob ein Restaurant mit Damenbedienung und lässt sich von einem jungen Mädchen verwöhnen. Schließlich spielen beide Sag' mir guten Tag. Aus dem Kontext kann geschlossen werden, dass es sich dabei um Geschlechtsverkehr handelt. Jedenfalls ist Jakob pleite, als er das Lokal verlässt. In der Knabenschule wird Jakob dann von Kraus mit verächtlichem Lächeln empfangen.

Jakob zankt für sein Leben gern und hat für Kraus deshalb so viel übrig, weil ihm dieser bei jeder Gelegenheit zürnt, wenn er ihn reizt, ärgert, äfft. Kraus hat so etwas Joseph-in-Ägypten-haftes, ist ein Nichts, ein Diener.
Fräulein Lehrerin
Fräulein Lisa Benjamenta geht lächelnd über Jakobs Ungezogenheiten hinweg. Abends erscheint sie im weißen, wallenden Gewand bei den Schülern zum Gute-Nacht-Gruß. Wenn das verehrte Mädchen in den inneren Gemächern verschwindet, stellt sich Jakob eine palastartige Wunderwelt aus prunkvollen Räumen hinter der Tür vor. Einer seiner Träume führt ihn auch, zusammen mit der verehrten Lehrerin, dorthin. Die Wirklichkeit ernüchtert zuletzt. Hinter der Tür befinden sich zwei schäbige Zimmer – also Armut und Entbehrung. Alle Erwartungen werden zwar enttäuscht und doch traumhaft seltsam übertroffen.

Das Fräulein spielt Publikum, wenn die Eleven kleine Theaterstücke aufführen. In den Stücken wird das bescheidene Dienen versinnbildlicht.

Das Fräulein leidet, aber Jakob weiß nicht, woran. Schließlich kündigt die Lehrerin Jakob unter vier Augen ihren bevorstehenden Tod an und fordert Stillschweigen. Die bemerkenswerte Todesursache wird sein: Das Fräulein ist im Leben von keinem Manne geliebt worden. Jakob nimmt die Nachricht beherrscht auf. Er weiß, dass er gemein ist, aber er denkt an seinen Geldmangel. Als das Fräulein gestorben ist, bleiben nur noch Jakob und der Herr Vorsteher bei der Leiche zurück. Der Vorgesetzte, dieser Schuft, hat allen Eleven am Sterbetag seiner Schwester Stellungen verschafft. Jakob möchte auch unterkommen. Den Herrn Vorsteher überkommt unerhörte Lebens- und Lachlust. Er will mit Jakob in die Welt hinein. So geschieht es.
Träume
Jakob träumt, er schlage seine Mama, die Liebe und Ferne, ins Gesicht und reiße sie an den Haaren. Anfang des 16. Jahrhunderts kämpft Jakob als Kriegsoberst in den mailändischen Feldzügen und wird natürlich dafür in den Grafenstand erhoben. Als Soldat zieht Jakob, von Napoleon zu Körper-Klumpen gemacht, immer gen Osten durch den Schnee nach Moskau zu. Nachdem der Herr Vorsteher mit Jakob allein im Institut zurückgeblieben ist, verlassen beide die Knabenschule, wenden sich ab von der Kultur und reiten auf Kamelen in die Wüste.

## Zitat
- Gott geht mit den Gedankenlosen.[3]

## Selbstzeugnis
Robert Walser über Jakob von Gunten: Zum größeren Teil ist er eine dichterische Phantasie.

## Bühnen- und Filmfassungen
Peter Lilienthal verfilmte den Roman 1971 für das ZDF. Die Titelrolle spielte Sebastian Bleisch, Hanna Schygulla die Rolle der Lisa und Alexander May den Herrn Benjamenta. 2003 wurde in Luzern eine Bühnenfassung des Romans von Jarg Pataki aufgeführt.
Am 9. Oktober 2000 wurde in Meißen die gleichnamige Kammeroper von Benjamin Schweitzer uraufgeführt. Die britisch-amerikanische Regisseure Stephen und Timothy Quay verfilmten das Buch Institute Benjamenta, or This Dream People Call Human Life (deutsch Institut Benjamenta oder Dieser Traum, den man menschliches Leben nennt). Der Film wurde im August 1995 bei den Filmfestspielen von Locarno zum ersten Mal gezeigt. In der Reihe Theatermonologe des Schauspielhauses Dresden wurde Jakob von Gunten in der Fassung von Matthias Bundschuh und der Bearbeitung von Felicitas Zürcher als Monolog auf der Bühne gespielt.

## Rezeption
- Hervorstechendes Merkmal des Romans ist die eingängige, unaufdringliche Sprache. Auch durch sie wird Alltag zu etwas Besonderem stilisiert. Hesse[8] schreibt, Walser geht im Roman mit der Sprache respektvoll um, wie mit einem hochgeachteten, doch vertrauten Freund.
- Im letzten Viertel des Jahres 1905 arbeitete Walser als Diener auf Schloss Dambrau in Oberschlesien[9]. Zuvor besuchte er einen Dienerkurs. Diesem verdanke Walser die Dieneridee in der Knabenschule.[10]
- Mächler vergleicht Walsers Roman mit Kafkas Prosa und stellt einen Unterschied heraus. Walsers eskamotierende [taschenspielertrickhafte] Weltfreundlichkeit fehle bei Kafka.[11]
- Sprengel spricht die Analogie des Instituts Benjamenta zur Turmgesellschaft in Wilhelm Meisters Lehrjahren an.
- Greven weist auf die typische Märchenfabel.[12]
- Christopher Middleton vermutet, der Jakob von Gunten sei eine Parodie des klassischen deutschen Bildungsromans.[13]